# Europese kampioenschappen wielrennen 2024 – Individuele tijdrit mannen junioren
De individuele tijdrit voor mannen junioren op de Europese kampioenschappen wielrennen 2024 werd gehouden op 11 september. De deelnemers moesten een overwegend vlak parcours van 31,3 kilometer van Heusden-Zolder naar Hasselt afleggen. De Nederlander Michiel Mouris won, voor de Belg Jasper Schoofs en Paul Fietzke uit Duitsland.
Van de 62 renners op de startlijst haalde enkel de Belg Aldo Taillieu de finish niet: hij kwam ten val en brak zijn sleutelbeen. De Roemeen Cătălin-Luca Câmpean ging niet van start.

## Uitslag
| Plaats | Naam                  | Tijd        |
| ------ | --------------------- | ----------- |
| Goud   | Michiel Mouris        | 37'08,609"  |
| Zilver | Jasper Schoofs        | + 7,021"    |
| Brons  | Paul Fietzke          | + 23,988"   |
| 4      | Pavel Šumpík          | + 27,171"   |
| 5      | Ian Kings             | + 35,049"   |
| 6      | Matisse Van Kerckhove | + 35,951"   |
| 7      | Lorenzo Finn          | + 46,516"   |
| 8      | Héctor Álvarez        | + 1'01,357" |
| 9      | Felix Ørn-Kristoff    | + 1'07,425" |
| 10     | Oliver Mätik          | + 1'10,355" |
| 11     | Erazem Valjavec       | + 1'12,295" |
| 12     | Senna Remijn          | + 1'14,906" |
| 13     | Gijs Schoonvelde      | + 1'16,460" |
| 14     | Jan Michał Jackowiak  | + 1'20,295" |
| 15     | Marius Dahl           | + 1'22,810" |
| 16     | Patryk Goszczurny     | + 1'44,951" |
| 17     | Valentin Poschacher   | + 1'45,396" |
| 18     | Benedikt Benz         | + 1'45,422" |
| 19     | Dominik Krzyśków      | + 1'47,949" |
| 20     | Heimo Fugger          | + 1'53,858" |